# Čeplje (Vransko)
Čeplje is een plaats in Slovenië en maakt deel uit van de gemeente Vransko in de NUTS-3-regio Savinjska. De plaats telde 122 inwoners op 1 januari 2020.